# QRpedia
QRpedia (произнасяно: „кю-ар-педия“) е мобилна уеб-базирана система, която използва QR кодове, за да доставя на потребители на мобилни устройства статии от Уикипедия на предпочитания от тях език. QR кодът лесно може да се генерира, така че да препраща директно към произволен унифициран идентификатор на ресурси, но системата QRpedia добавя към тази възможност и допълнителна функционалност.
Идеята за QRpedia хрумва на Роджър Бамкин, председател на британското уикимедианско сдружение, Wikimedia UK. Приложението е разработено от Терънс Идън и представено през април 2011 година. То се използва от различни институции, в това число музеи във Великобритания, САЩ и Испания. Кодът на проекта се предоставя свободно под лиценза MIT.

## Реализация
Когато потребител сканира QR код от QRpedia с мобилното си устройство, то декодира QR кода в унифициран локатор на ресурси (URL), използвайки за име на домейна „qrwp.org“, като остатъкът от пълния път се формира от заглавието на статията в Уикипедия, и изпраща заявка за указаната в URL-а статия към сървъра на QRpedia. При тази заявка се изпраща информация и за езиковата настройка на устройството.
Сървърът на QRpedia използва приложно-програмния интерфейс на Уикипедия, за да определи дали съществува версия на указаната статия на езика, на който потребителят е настроил устройството си. Ако да, сървърът връща препратка към тази статия във формат, подходящ за мобилни устройства. Ако желаната статия я няма на този език, сървърът на QRpedia предлага на потребителя да си избере измежду наличните езикови версии, в които статията присъства, или да избере автоматичен превод с Гугъл Преводач.
По този начин един QR код може да достави една и съща статия на много езици,. QRpedia съхранява статистики за потребителите.

## История на идеята
Автор на идеята за QRpedia е Роджър Бамкин, председател на „Wikimedia UK“, и консултант по мобилни уеб приложения Идеята е разгласена на 9 април 2011 по време на „бекстейдж“ събитие в музея с художествена галерия „Дерби“, част от сътрудничество между музея и Уикипедия. Името на проекта е словосъчетание от инициалите „QR“ (от Quick Response, бърз отговор) и „pedia“ от „Уикипедия“.
Софтуерният код на приложението е свободно достъпен под лиценза MIT.

## Приложения
Въпреки че е създадена във Великобритания, QRpedia може да се използва навсякъде, където мобилното устройство на потребителя има сигнал и от септември 2011 година се използва в:
- Музея на детето в Индианаполис, САЩ[2][13]
- Музей с художествена галерия „Дерби“, Великобритания[4]
- Фондация Жоан Миро, Испания[4][14] включително пътуваща изложба в галерия Тейт [4]
- Националните архиви на Великобритания[15][16]
- Националния музей на информатиката Великобритания[17]

а предстои и разгръщането на инициативата в Софийския зоопарк.
QRpedia се използва и извън институции като музеи и галерии. Например, използвана е и за плакати на движението „Окупирай“.

## Награди
През януари 2012 година QRpedia е един от четирите проекта (от общо 79 кандидата), обявен от Smart UK Project за най-иновативна мобилна кампания във Великобритания за 2011 година, и избран да се състезава на конгреса „Мобилен свят“ (Mobile World Congress) в Барселона на 29 февруари 2012 година. Критериите за конкурса са приложението „да бъде ефективно, лесно за усвояване и с глобален потенциал и въздействие“.